# Rumex olympicus
Rumex olympicus är en slideväxtart som beskrevs av Pierre Edmond Boissier. Rumex olympicus ingår i släktet skräppor, och familjen slideväxter. Inga underarter finns listade i Catalogue of Life.